# Temblores (película de 2019)
Temblores es una película dramática guatemalteca-francesa, dirigida por Jayro Bustamante y estrenada en 2019. La película está protagonizada por Juan Pablo Olyslager Muñoz en el papel de Pablo, un hombre religioso que se enfrenta a las secuelas de haber salido del armario como gay después de haber pasado muchos años casado con una mujer y haber tenido hijos. En el elenco se encuentran también Sabrina de la Hoz, Diane Bathen, Sergio Luna, Mauricio Armas y María Telón.
La película se estrenó en el programa Panorama del 69.º Festival Internacional de Cine de Berlín. Posteriormente se proyectó en el Festival Internacional de Cine de San Sebastián de 2019, donde ganó el Premio Sebastiane Latino a la mejor película latinoamericana de temática LGBTQ.